# Кёнен, Адольф фон
Адольф фон Кёнен (нем. Adolf von Könen; 21 марта 1837, Потсдам — 5 мая 1915) — немецкий палеонтолог.

## Биография
В 1867 г., после многочисленных научных путешествий по Бельгии, Англии и Франции, стал читать лекции в Марбурге, где в 1878 г. был назначен ординарным профессором; с 1881 г. профессор геологии в Гёттингене.
Труды фон Кёнена связаны с палеонтологическим исследованием отдельных местностей: «Фауна нижнего олигоцена в Хельмштедте» (нем. «Fauna der unteroligocänen Tertiärschichten von Helmstädt»; Берлин, 1865), «К вопросу об изучении моллюсков в третичных породах Северной Германии» (нем. «Beiträge zur Kenntnis der Molluskenfauna des norddeutschen Tertiärgebirges»; Кассель, 1867), «О фауне нижнего олигоцена в Арольсене» (нем. «Über die unteroligocäne Tertiärfauna von Arolsen»; Москва, 1868), «Северогерманский миоцен и его моллюски» (нем. «Das Miocän Norddeutschlands und seine Molluskenfauna»; Кассель, 1872), «Фауна кульма в Херборне» (нем. «Kulmfauna von Herborn»; Штутгарт, 1879), «О палеоценовой фауне в Копенгагене» (нем. «Über eine paläocäne Fauna von Kopenhagen»; Гёттинген, 1885) и т. д.